# Elly van Breugel
Elly van Breugel (Den Helder, 1 november 1934) is een Nederlandse dichteres.

## Biografie
Haar eerste kinderversje schreef ze in 1968. Ze stuurde het heel overmoedig naar de IJmuider Courant en het werd de week
daarop geplaatst. Vervolgens kwam er een gedichtenstroom tot stand alsof er een bron werd aangeboord.
De kinderversjes stuurde ze naar diverse kranten in Nederland en ze werden gepubliceerd en geïllustreerd.
Ook schreef ze korte verhalen en toneelstukjes voor kinderkerkdiensten.
In een kinderrubriek van het damesblad Mimo in België heeft ze veel mogen publiceren.
Ook schreef ze een kinderboek: Tumult in Hipperdam.
Het is geplaatst in vijftien delen in het jeugdblad Taptoe van Uitgeverij Malmberg.
Het blad werd veel gelezen op lagere scholen.
Later schreef ze christelijke poëzie, waaronder liedteksten die op muziek zijn gezet en uitgegeven. Zij worden door koren in Nederland gezongen. Ook verscheen bij uitgeverij Gideon een gedichtenbundel van haar hand, Mijn hart is een gedicht.